# Adziubża
Adziubża – wieś w Gruzji (Abchazji), w regionie Oczamczyra. W 2011 roku liczyła 1072 mieszkańców.